# Lista de membros titulares da Academia Brasileira de Ciências empossados em 1974
Esta lista contém os nomes dos membros titulares da Academia Brasileira de Ciências empossados em 1974.
| Imagem | Nome                        | Datas de nascimento e falecimento | Local de nascimento | Área de especialização | Alma mater | Data de posse       | Conhecido por | Referências |
| ------ | --------------------------- | --------------------------------- | ------------------- | ---------------------- | ---------- | ------------------- | ------------- | ----------- |
|        | Aron Simis                  | 20 de junho de 1942               | Recife, PE          | Ciências Matemáticas   |            | 26 de março de 1974 |               |             |
|        | Erasmo Madureira Ferreira   | 08 de outubro de 1930             | Rio de Janeiro, RJ  | Ciências Físicas       | UFRJ       | 26 de março de 1974 |               |             |
|        | José Moacyr Vianna Coutinho | 04 de abril de 1924               | SP                  | Ciências da Terra      | USP        | 26 de março de 1974 | Coutinhoita   | [ 2 ]       |
|        | Sylvio Ferraz Mello         | 26 de outubro de 1936             | São Paulo, SP       | Ciências Matemáticas   | USP        | 26 de março de 1974 |               |             |